# كارلوس توريس (لاعب كرة قدم مواليد 1966)
كارلوس توريس (بالإسبانية: Carlos Torres Garay)‏ هو لاعب كرة قدم بيروفي في مركز الوسط، ولد في 25 يونيو 1966 في ليما في بيرو. شارك مع منتخب بيرو لكرة القدم. أما مع النوادي، فقد لعب مع خوان أوريتش وسبورت بويز ونادي سبورتينغ كريستال.

## وصلات خارجية
- كارلوس توريس (لاعب كرة قدم مواليد 1966) على موقع ناشيونال فوتبول تيمز (الإنجليزية)
- كارلوس توريس (لاعب كرة قدم مواليد 1966) على موقع عالم كرة القدم.نت (الإنجليزية)